# 谷村敬介
谷村 敬介（たにむら けいすけ、1899年2月15日 - 1993年1月30日）は、日本の経営者。大東京火災海上保険社長、会長を務めた。富山県出身。

## 経歴
1922年に東京帝国大学経済学部を卒業し、同年に鴻池銀行に入行。1926年に鴻池信託を経て、1939年に大東京火災海上保険に転じ、1944年に取締役に就任し、1945年に常務、1956年に専務を経て、1957年には社長に就任。1962年6月に会長を経て、1966年には相談役に退いた。
1963年に藍綬褒章を受章し、1966年11月に勲四等旭日小綬章を受章。
1993年1月30日心不全のために死去。93歳没。